# Hippeastrum angustifolium
Hippeastrum angustifolium är en amaryllisväxtart som beskrevs av Ferdinand Albin Pax. Hippeastrum angustifolium ingår i släktet amaryllisar, och familjen amaryllisväxter. Inga underarter finns listade i Catalogue of Life.

## Bildgalleri

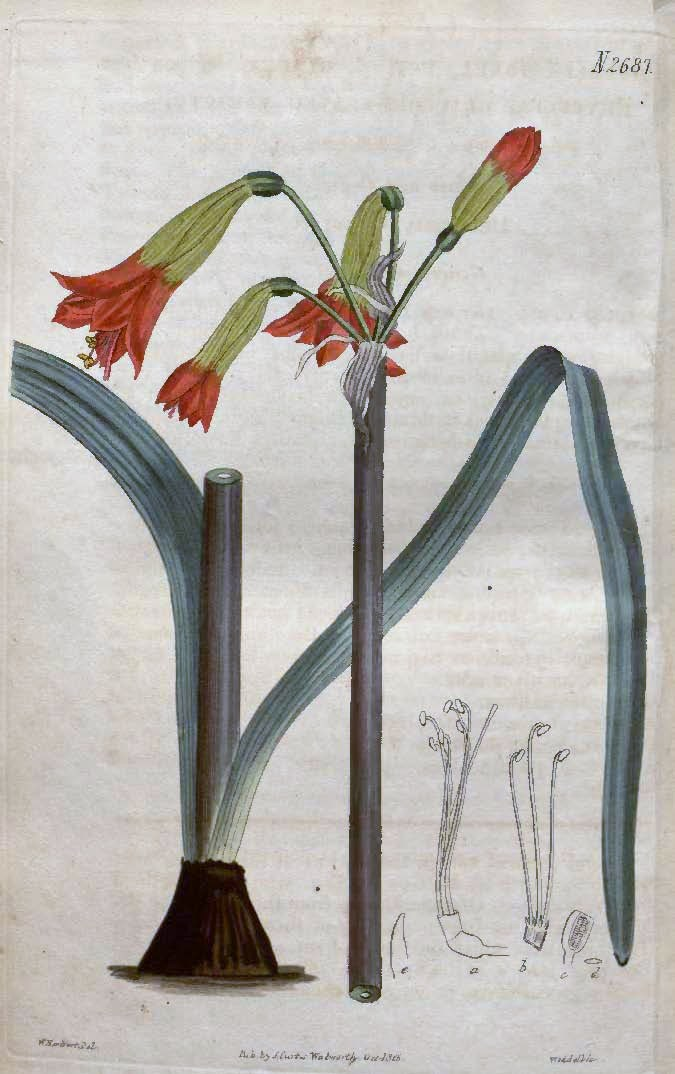